# Père malgré lui (téléfilm)
 (mars 2012).
Si vous disposez d'ouvrages ou d'articles de référence ou si vous connaissez des sites web de qualité traitant du thème abordé ici, merci de compléter l'article en donnant les références utiles à sa vérifiabilité et en les liant à la section « Notes et références ».
Père malgré lui (Whose Baby?) est un téléfilm britannique réalisé par Rebecca Frayn, diffusé en 2009.

## Fiche technique
- Titre original : Whose Baby?
- Réalisation : Rebecca Frayn
- Scénario : Rosemary Kay
- Pays : Royaume-Uni
- Durée : 70 min

## Distribution
- Andrew Lincoln : Barry Flynt
- Sophie Okonedo : Karen Jenkins
- Esther Coles : Marietta
- Darren Tighe : Pete
- Joy Blakeman : Mel
- Andrew Tiernan : Dave